# Ferdinand-Jean Darier

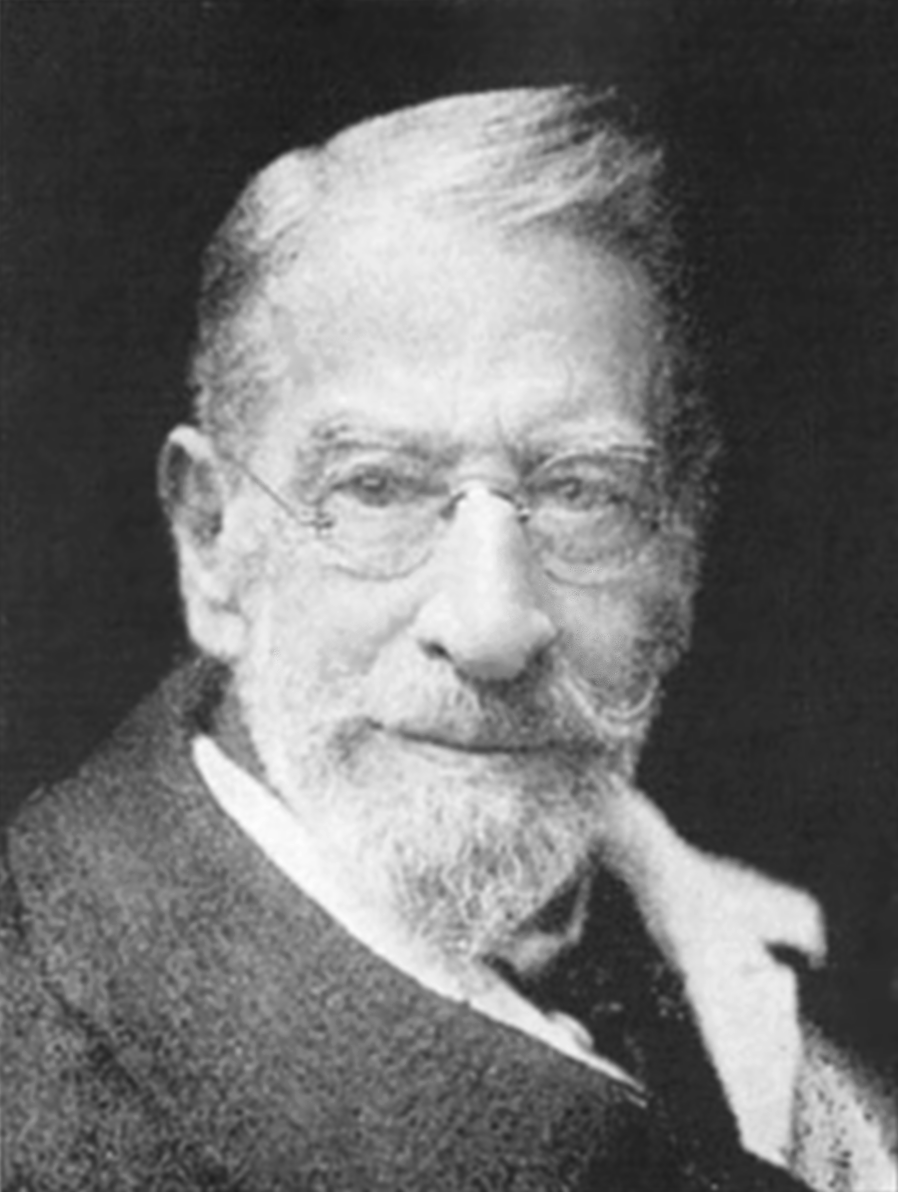
Ferdinand-Jean Darier

Ferdinand-Jean Darier (* 26. April 1856 in Pest; † 4. Juni 1938 in Longpont-sur-Orge, Département Seine-et-Oise) war ein französischer Dermatologe.

## Leben
Darier stammt aus einer Hugenottenfamilie, die im 17. Jahrhundert aus Frankreich emigriert war. Vor seiner Geburt zogen seine Eltern nach Budapest, als er acht Jahre alt war, nach Genf. Schon als Kind sprach Darier fließend Französisch, Deutsch und Ungarisch. Mit fünfzehn begann er in Genf ein Medizinstudium, wechselte aber 1878 nach Paris. Nach seiner Promotion 1885 ging er in das Labor von Louis-Antoine Ranvier. Von 1909 bis 1922 war er Leiter der Medizinabteilung des Hôpital Saint-Louis.

## Werk
Darier gehörte neben Ernest Henri Besnier (1831–1909), dem er vor seiner Promotion assistiert hatte, Louis-Anne-Jean Brocq (1856–1928), Raymond Sabouraud (1864–1938), und Jean Alfred Fournier zu den „Big 5“ der Pariser Schule. Er gehörte zu den Pionieren der Strahlentherapie, Chemotherapie, Histopathologie und Impfungen.
Nach Darier sind einige Eponyme benannt:
- Darier-Zeichen: klinisches Zeichen bei Mastzelltumoren
- Morbus Darier (Dyskeratosis follicularis)
- Darier-Bowen-Krankheit (Morbus Bowen)
- Darier-Roussy-Sarkoid